# علی فتحی (بازیکن فوتبال مصر)
علی فتحی (انگلیسی: Ali Fathy؛ زادهٔ ۲ ژانویهٔ ۱۹۹۲) بازیکن فوتبال اهل مصر است.

## باشگاهی
از باشگاه‌هایی که در آن بازی کرده‌است می‌توان به دیپورتیوو ناسیونال اشاره کرد.

## تیم ملی
وی همچنین در تیم ملی فوتبال مصر بازی کرده است.